# 本郷功次郎
本郷 功次郎（ほんごう こうじろう、1938年2月15日 - 2013年2月14日）は、日本の俳優。岡山県岡山市出身。岡山県立岡山朝日高等学校、立教大学文学部英米文学科を卒業。妻は古城都。次男は俳優の本郷壮二郎。

## 来歴・人物
岡山県岡山市表町（現在の岡山市北区表町）に金物屋の次男として生まれる。大学では柔道部に所属。叔母が黒帯を締めた本郷の写真をいつも持ち歩いていて、たまたま叔父の友人だった大映の重役・松山英夫の目に留まる。大映では藤田進や菅原謙二に続く柔道スターを探していたため、松山がその写真を叔母から借りて、社長の永田雅一に見せたところ「すぐに連れてこい」となった。本郷は冗談めかしてその時のことを「拉致された」と笑っている。大映本社で松山と監督・市川崑に面接されたが、市川を知らず俳優になるつもりもなかったので、「日本映画はつまらないから観ません」とはっきり断ったが「どうしてもやってくれ」と説得され、最終的に「柔道映画なら仕方がない」と引き受けたという。大映演技研究所に入所し、第12期大映ニューフェイスとして1958年に入社、『講道館に陽は上る』（1959年）で菅原謙二に次ぐ準主役として映画デビュー。柔道家の役は、このほかにも千葉真一主演映画『空手バカ一代』（1977年）で演じており、作中ではプロレスラーのエディ・サリバンや鶴見五郎を相手に柔道技を披露した。
『講道館に陽は上る』で行われた若草山での撮影では、立ち回りのシーンのために地面にマットが何枚も敷かれた。これを見て「それ、何に使うんですか」と尋ね、「ここに投げられるんだ」と言われたので「下は土だからそんなものいらない」と答えた。これを聞いた監督の田坂勝彦が狂喜して、菅原から連続7本投げ続けられる場面をワンカットで撮影。それまでの柔道映画はすべて吹き替えで、俳優が実際に投げられる例は無かった。これを見た永田も大喜びし、「この男をスターにしろ！」と号令をかけた。こういったいきさつで一躍スターとして売り出されることになったが、本郷自身は「スターになってくれと言われてなったが、自分自身では努力も何もしていない、自分では俳優への憧れどころか別になりたくも何ともなかったんです」と語っている。
永田の声がかりに加え、当時の大映は若手男性スターが不足していたこともあり、その後立て続けに映画出演をこなし、時代劇も現代劇もこなせる若手スターとして売り出される。1961年には日本初の70mm映画『釈迦』の主演に選ばれるまでになる。同じ大映の先輩・市川雷蔵には弟のようにかわいがられ、給料の低い入社当初は居候さえさせていた。共演も多く時代劇の所作を教わった。まだキャリアの浅いうちに主演が決まり、どうしようかと悩んでいると、市川崑には「まず台本を覚えてしまえ」と助言を受け、勝新太郎には「台本なんて覚えなくていい。まず役に入ること」と正反対の助言を受けて混乱したという。「大映時代は目が回るような忙しさで、撮影が押してくるとスタッフとともに楽屋でザコ寝、翌早朝にロケ、終わるとその足で即次の撮影現場へ向かうことも珍しくなかった」と当時を振り返る。
文芸映画志向が強く、会社から『大怪獣決闘 ガメラ対バルゴン』（1966年）への主演を通達された際には受け入れられず、雲隠れして何日もホテルに泊り込んでいた。「他の俳優は蜘蛛の子を散らすように逃げた」そうで、「私だけが捕まってしまった」と笑っている。仮病でごまかそうと、大阪のホテルから「僕は重病なんです」と本社に電話したところ、「ホントに重病なら」と、本社の制作部長と課長が見舞いに来た。慌てた本郷は知り合いの医者に電話して看護婦を呼び、栄養剤を注射してもらって布団を被り、重篤な芝居を打った。これを見た課長が枕元で「あきまへんわ、本郷の病気は本物ですわ」と電話したという。が「治るまで待つから」と言われ、最終的に説得されて出演する。続いて『大魔神怒る』、『大怪獣空中戦 ガメラ対ギャオス』、『ガメラ対宇宙怪獣バイラス』、『東海道お化け道中』と、「子供の映画」への出演が続き、だいぶ恨んだというが、平成になって『ガメラ 大怪獣空中決戦』（1995年）に出演。「あの頃ガメラをやってた本郷さんに出てもらおうって話が来た」と聞いたときはうれしかったといい、かつての自分を思い返し、感慨無量の想いだったと語っている。これ以前は自分のプロフィールに「ガメラ映画」のタイトルは入れていなかったが、会う人に必ず「『ガメラ』や『大魔神』が入ってませんね」と言われるので、以後は入れることにした。「まさかこんなに時代に残るとは思ってもみませんでした。今ではもう財産になってしまっていますからね」と語っている。
1969年まで大映の主演スターとして活躍した後は、他社の映画やテレビドラマに活動の場を広げる。『特捜最前線』の橘警部役は9年間にわたりレギュラー出演し、代表作の1つとなった。また大河ドラマ『武田信玄』では甘利虎泰を演じた。
2004年、突然の脳梗塞で倒れ意識不明の重体となったが、リハビリを継続し奇跡的に回復。しかし、これ以降表舞台から退き、事実上引退状態だった。2013年2月14日、心不全のため死去。74歳没。

## 出演

### 映画
- 講道館に陽は上る（1959年、大映） - 馬場隆
- 海軍兵学校物語 あゝ江田島（1959年、大映） - 小暮一号生徒
- 濡れ髪三度笠（1959年、大映） - 徳川家斉の若君・長之助
- 貴族の階段（1959年、大映） - 義人
- 大菩薩峠（1960年 - 1961年、大映） - 宇津木兵馬
- あゝ特別攻撃隊（1960年、大映） - 野沢明少尉
- 続次郎長富士（1960年、大映） - 小松村七五郎
- 勝利と敗北（1960年、大映） -　旗哲太郎
- 誰よりも君を愛す（1960年、大映） - 半沢明人
- 大菩薩峠 竜神の巻（1960年、大映）
- 誰よりも誰よりも君を愛す（1961年、大映） - 半沢明人
- 大菩薩峠・完結編（1961年、大映）
- 釈迦（1961年、大映） - シッダ太子（仏陀）
- 銀座っ子物語（1961年、大映）宝井修三
- 明日を呼ぶ港（1961年、大映） - 橋本一郎
- 五人の突撃隊（1961年、大映） - 野上少尉
- 熱砂の月（1962年、大映） - 森進次
- 情熱の詩人啄木（1962年、大映） - 石川啄木
- 長脇差忠臣蔵（1962年) - 有栖川宮
- 秦・始皇帝（1962年、大映） - 李黒
- あした逢う人（1962年、大映）- 西原圭介
- 鯨神（1962年、大映） - シャキ
- 犯罪作戦No.1（1963年、大映） - 中西俊郎
- ぐれん隊純情派（1963年、大映） - 中村銀之助
- 巨人 大隈重信（1963年、大映） - 渋沢栄一
- 近世名勝負物語 花の講道館（1963年、大映） - 三島英之
- 日本名勝負物語 講道館の鷲（1964年、大映） - 姿三四郎
- 柔道名勝負物語 必殺一本（1964年、大映） - 柊恭介
- 博徒ざむらい（1964年、大映） - 獅子山の佐太郎
- 雲を呼ぶ講道館（1965年、大映） - 筧駿介
- あゝ零戦（1965年、大映） - 梶大尉
- 大怪獣決闘 ガメラ対バルゴン（1966年、大映） - 平田圭介
- 若親分乗り込む（1966年、大映） - 寺井三次郎
- 大魔神怒る（1966年、大映） - 千草十郎時貞
- 大怪獣空中戦 ガメラ対ギャオス（1967年、大映） - 堤志郎
- 女賭博師（1967年、大映） - 田上雄二
- 海のGメン 太平洋の用心棒（1967年、大映） - 戸川孝二
- 牡丹燈籠（1968年、大映） - 新三郎
- 二匹の用心棒（1968年、大映） - 関の弥太っぺ
- ガメラ対宇宙怪獣バイラス（1968年、大映） - 島田伸彦
- 東海道お化け道中（1969年、大映） - 銀座の百太郎
- 用心棒兇状旅（1969年、大映） - 離山の千太
- あゝ海軍（1969年、大映） - 荒木中尉
- あゝ陸軍隼戦闘隊（1969年、大映） - 安藤少尉
- 忍びの衆（1970年、大映） - 名張の助太夫
- 新女賭博師 壷ぐれ肌（1971年、大映） - 疾風の政
- 空手バカ一代 （1977年、東映） - 藤田修造
- 夜逃げ屋本舗2（1993年、東宝） - 盛田好和
- ゴト師株式会社II（1994年、パル企画） - 小松原
- 億万長者になった男。（1994年、ヒーロー）
- 餓狼伝（1995年、日本ビクター / 東北新社） - 泉宗一郎
- ガメラ 大怪獣空中決戦（1995年、大映） - 巡視船「のじま」船長
- EM EMBALMING（1999年、ピターズエンド） - 慈恩総帥
- 女侠 夜叉の舞い（2000年、東映ビデオ）
- FAMILY（2001年、エクセレントフィルム） - 西脇碩舟
- 月のあかり（2002年、GAGA） - オッサン
- 記憶の音楽Gb（2002年、GAGA） - カキザキ
- 首領への道（2003年、シネマ・クロッキオ） - 白虎会会長・城崎虎男

### テレビドラマ
- 新雪（1966年、NTV / 大映テレビ室）
- 船場（1967年4月2日 - 1968年3月31日、関西テレビ）
- ザ・ガードマン 第94話「美しいスパイたち」（1967年、TBS / 大映テレビ室）
- 秘密指令883 （1967年 - 1968年、CX / 大映テレビ室）- 野津隼人
- 天保つむじ風（1969年、朝日放送）
- 水戸黄門（TBS / C.A.L）
  - 第1部 第24話「謎の死紋 -亀田-」（1970年） - 弥太郎
  - 第20部 第30話「刀鍛冶の仇討ち悲願 -岡山-」（1991年） - 宗源斉正光
  - 第22部 第12話「密命帯びた娘巡礼 -徳島-」（1993年） - 淡野十郎兵衛
  - 第23部 第35話「悪を狙う謎の虚無僧 -彦根-」（1995年） - 日下部左近
  - 第24部 第21話「鬼と呼ばれた父の真実 -鳥取-」（1996年） - 原田重兵衛
  - 第28部 第1話「五十三次世直し旅 -品川-」（2000年） - 丹沢播磨
  - 第31部 第9話「忍びの決戦! 母娘の再会 -伊賀上野-」（2002年） - 柘植の幻斉
- 君は海を見たか（1970年、NTV / 大映テレビ室） - 立石俊彦
- 細うで繁盛記（1970年 - 1971年、YTV / 東宝） - 俊作
- ぼてじゃこ物語（1971年　YTV） - 宗六
- キイハンター 第259話「情無用のライセンス」（1973年、TBS / 東映） - 早坂
- 江戸を斬る 梓右近隠密帳 第23話「浪人無惨」（1974年、TBS / C.A.L） - 長八郎
- 暗闇仕留人 第4話「仕留て候」（1974年、ABC / 松竹） - 稲部山城守
- 座頭市物語 第11話「木曽路のつむじ風」（1974年、CX / 勝プロ） - 渡世人・弥七
- 鬼平犯科帳（1975年、NET / 東宝） - 酒井祐助
- 人魚亭異聞 無法街の素浪人 第7話「21発目の礼砲」（1976年、NET / 三船プロ） - 恩地平太郎
- コードナンバー108 7人のリブ 第3話「狼よ死に急ぐな」（1976年、KTV / 宣弘社）
- 伝七捕物帳 第126話「江戸に入った賞金稼ぎ」（1976年、NTV / ユニオン映画） - 下田竜平
- 土曜ワイド劇場（ANB）
  - 新幹線殺人事件（1977年、東映） - 石原警部
  - 二人の夫をもつ女（1977年）
  - 過去をもって来た女（1993年）
- 特捜最前線（1978年 - 1987年、ANB / 東映） - 橘剛
- ぬかるみの女、続・ぬかるみの女（1980年・1981年、THK） - 山村
- 大奥 第39話「盗まれた青春」（1984年、KTV / 東映） - 大岡越前守
- 夏家族（1987年、THK）
- 大河ドラマ（NHK)
  - 武田信玄（1988年） - 甘利虎泰
  - 信長 KING OF ZIPANGU（1992年） - 佐久間盛重
  - 炎立つ（1993年） - 北条時政
- 江戸川乱歩傑作シリーズ「名探偵登場! 明智小五郎 蜘蛛男 怪奇!美女連続殺人事件」（1989年、TBS） - 畔柳博士
- 親愛なる者へ（1992年、フジテレビ）
- 鶴姫伝奇 -興亡瀬戸内水軍-（1993年、NTV / ユニオン映画）
- 江戸を斬るVIII 第22話「噂の名医は牢の中」（1994年、TBS / C.A.L） - 小野洪石
- 女弁護士水島由里子の危険な事件ファイルNo2（1998年）
- 大江戸を駈ける! （2000年 - 2001年、TBS / C.A.L） - 木村若狭守

### Vシネマ
- ビジネス最前線（1987年、管理者養成学校）※企業向けビデオ
- ジゴロ・コップ 六本木・赤坂 美少年倶楽部（1991年、ジャパンホームビデオ）
- 難波金融伝 ミナミの帝王3（1993年、ケイエスエス） - 権堂社長
- 闇金の帝王 銀と金3（1994年、SHSプロジェクト）
- 日本極道史（1994年、SHSプロジェクト）
- 極道の門 二代目・流血の盃（1995年、タキコーポレーション）- 鹿島剛介
- 極道の門 最後の首領 （1995年、SHSプロジェクト）- 鹿島剛介
- 東京魔悲夜（1995年、タキコーポレーション）
- 東京魔悲夜2（1996年、タキコーポレーション）
- 新・第三の極道（2000年、ミュージアム） - 関東侠友会理事長 竜崎吾一
  - 新・第三の極道11 血塗られた仁義（2000年2月）
  - 新・第三の極道12 裏盃よ永遠に…（2000年12月）
- 示談屋（2000年、ミュージアム） - 沖滑組組長 沖滑
- 日本極道史 龍神三兄弟2（2000年、ミュージアム）
- 日本極道史 さらば仁義（2000年、東映ビデオ）
- 実録・鉄砲玉 平成二年大阪山羽抗争勃発（2001年） - 羽山組組長
- 実録・日本やくざ烈伝 義戦 昇龍篇（2001年） - 山村辰雄 ※特別出演
- 全国制覇テキ屋魂（2001年、東映ビデオ）
- 全国制覇テキ屋魂 第二幕 鰯神社と恋吹雪（2002年、東映ビデオ）
- 実録・北陸やくざ戦争（2002年、GPミュージアム） - 三代目山王会会長 竜造寺誠道
- 実録・最後の愚連隊（2002年） - 堀井一家総長 横山新次郎
- 実録・北海道やくざ戦争 北海の挽歌（2003年） - 三代目山王会直参 鴨井組組長 鴨井茂夫(→丸和会理事長)
- 実録・瀬戸内やくざ戦争 伊予路水滸伝（2003年） - 二代目大日本昭和会 剛誠会会長 月形剛
- 難波金融伝 ミナミの帝王24 海に浮く札束（2003年、ケイエスエス） - 浜本漁業組合長

### 舞台
- 島倉千代子公演
  - 『維新前夜 京洛に燃えて』
  - 『花と龍』
- どついてんか!（花登筐原作&演出）

## ディスコグラフィー
- 「明日に夢をかけようよ」（1963年、コロムビア）
- 「あの娘」（1963年、コロムビア）